# Арам Маркарян
Арам Маркарян е български фотограф от арменски произход.

## Биография
Роден е през 1898 г. в Шумен. Неговият баща Врам Маркарян, както и брат му Марк Маркарян, също са фотографи. Изучава фотография в Дрезден. Той е първият фотограф в Шумен и околностите, който започва да прави фотографии върху порцелан. Умира през 1965 г. в Шумен.